# Grablje
 Ovo je glavno značenje pojma Grablje. Za druga značenja pogledajte Grablje (razdvojba).
Grablje, jednostavna hortikulturna alatka namijenjena (grabljanju), odnosno prikupljanju trave i lišća, prilikom radova u voćnjacima i livadama ili poravnavanju gredica u vrtovima, poljima i cvjetnjacima. Sastoje se od dugačke drvene drške i nazubljenog drvenog ili metalnog dijela nasađenom na drugom kraju drške. Grablje se danas rade od različitih materijala, a uz drvo mogu biti metalne ili plastične, kao i ovisno o namjeni duže ili kraće.